# Mojęcice (gmina)
Mojęcice (od 1973 Lubiąż) – dawna gmina wiejska istniejąca w latach 1945–1954 w woj. wrocławskim (dzisiejsze woj. dolnośląskie). Siedzibą władz gminy były Mojęcice.
Gmina Mojęcice powstała po II wojnie światowej na terenie tzw. Ziem Odzyskanych (tzw. II okręg administracyjny – Dolny Śląsk). 28 czerwca 1946 gmina – jako jednostka administracyjna powiatu wołowskiego – weszła w skład nowo utworzonego woj. wrocławskiego.
Według stanu z 1 lipca 1952 gmina składała się z 13 gromad: Gliniany, Grodzanów, Krzydlina Mała, Krzydlina Wielka, Lubiąż, Łososiowice, Mojęcice, Naborów, Pogalewo Wielkie, Prawików, Rudno, Stobno i Zagórzyce. Gmina została zniesiona 29 września 1954 wraz z reformą wprowadzającą gromady w miejsce gmin. Jednostki nie przywrócono 1 stycznia 1973 wraz z kolejną reformą reaktywującą gminy, utworzono natomiast jej terytorialny odpowiednik, gminę Lubiąż.